# Bengt Sjögren
Bengt Göran Sjögren, född 15 september 1925 i Malmö, död 5 november 2009 i Blentarp, var en svensk författare, kulturjournalist och forskningsresande. Han var far till Ivar Sjögren. 

## Biografi
Bengt Sjögren var elev på Katedralskolan i Lund. Efter studentexamen 1943  läste han zoologi, botanik och limnologi vid Lunds universitet. Som Lundaspexare medverkade han i bland annat Uarda samt hade huvudrollen i Wilhelm Tell.
Reslust i kombination med skrivklåda gjorde att han vid 24 års ålder blev journalist och författare på heltid med inriktning på natur och miljö.
Han blev ett känt namn som naturvetenskaplig skriftställare, kulturjournalist, naturskildrare, kritiker och forskningsresande med Västindien, Afrika och Seychellerna som specialitet.  
I början av 1960-talet reste han som forskningsresande flera gånger med bananbåtar till Västindien, resor som resulterade i reseskildringarna Öarna kring vinden, Vägen till glömda öar och Ön som Sverige sålde, den sistnämnda handlade helt om den forna svenska kolonin Saint-Barthélemy. Dessa tre böcker följdes efter ett återbesök 1984 upp med boken Karibien med öppna ögon. Från slutet av 1960-talet vände han sina blickar mot Afrika och övärlden Seychellerna i Indiska Oceanen. Resorna dit resulterade i böckerna Mörka Afrika – det förflutna klarnar samt Spillror av en kontinent. Sjögren var honorärkonsul för Seychellerna i Sverige 1979–1983. 
Han medarbetade regelbundet i Sveriges Radio med egna naturprogram, och var en regelbunden skribent på kultursidorna i Sydsvenska Dagbladet, Aftonbladet, Wasabladet samt Dagens Nyheter där han även ofta gästspelade på Namn & Nyttsidorna. Sjögren var även vid flera tillfällen på 1960- och 1970-talen en populär TV-gäst i TV-sofforna hos Lasse Holmqvist där han berättade om sina resor och upplevelser i fjärran länder.
Han var från 1951 gift med Kerstin Sjögren, född Lettius, linspecialist och lärare i linberedning. Bengt Sjögren är begravd på Norra kyrkogården i Lund.